# 山田康弘 (歴史学者)
山田 康弘（やまだ やすひろ、1966年 - ）は、日本史学者。
群馬県生まれ。1990年学習院大学文学部史学科卒業。98年同大学院人文科学研究科博士後期課程修了、「戦国期室町将軍権力の研究」で学習院大学博士（史学）。

## 著書
- 『戦国期室町幕府と将軍』吉川弘文館 2000
- 『戦国時代の足利将軍』吉川弘文館・歴史文化ライブラリー 2011
- 『足利義稙―戦国に生きた不屈の大将軍』戎光祥出版 2016
- 『足利義輝・義昭―天下諸侍、御主に候』ミネルヴァ書房・日本評伝選 2019
- 編者代表『戦国期足利将軍 研究の最前線』山川出版社 2020

## 参考
- [ISBN　978-4-642-05723-3]